# Tom Scott (vidéaste web)
Pour les articles homonymes, voir Scott et Tom Scott.
Thomas Scott, plus connu sous son diminutif Tom Scott, né le 26 novembre 1984 à Mansfield, est un vidéaste web britannique, animateur de jeux télévisés et développeur web. Il est principalement connu pour sa chaîne YouTube du même nom, qui comprend principalement des vidéos éducatives sur une gamme de sujets variés, dont notamment l'histoire, la science, la technologie ou encore la linguistique, et qui cumule plus de 5 millions d'abonnés. 

## Biographie

### Études et débuts
Tom Scott naît en 1984 à Mansfield, dans le Nottinghamshire au Royaume-Uni. Pendant ses études universitaires, en 2004, il crée un site web parodiant celui du gouvernement britannique. Nommé Preparing for Emergencies, il comprend une section expliquant ce qu'il faut faire en cas d'apocalypse zombie. Le Cabinet Office demande alors le retrait du site, ce que Tom Scott ne fait pas, et celui-ci est toujours en ligne aujourd'hui,,. 
Il crée sa chaîne YouTube principale, Tom Scott, le 17 mai 2006, alors sous le nom d'« enyay ». Il y crée des vidéos éducatives sur toute une gamme de sujets, comme l'histoire, la science et la technologie. Il est connu pour porter des t-shirts rouges, portés à l'origine par besoin de continuité pendant les tournages[réf. souhaitée]. 
En 2008, il devient l'organisateur britannique de l'International Talk Like a Pirate Day et remporte également les élections de l'Union des Étudiants de l'Université d'York (en), faisant de lui le 48e président de l'organisation. La même année, il forme avec trois amis la troupe de comédie The Technical Difficulties, avec laquelle il anime une émission de radio du même nom sur University Radio York (en). L'émission en question remporte le prix Kevin Greening aux Student Radio Awards (en) quelques années plus tard. 
Après l'obtention de son diplôme en linguistique à l'Université d'York, Tom Scott fait plusieurs apparitions dans des émissions de télévision britanniques, en tant que candidat ou en tant que présentateur, comme en 2012 où il présente la série Gadget Geeks (en) avec Colin Furze et Charles Yarnold.

### Travaux et projets
Tom Scott reçoit une large couverture médiatique en 2013 pour l'Actual Facebook Graph Searches, un blog Tumblr mettant en évidence des données potentiellement embarrassantes et dangereuses disponibles publiquement sur Facebook. 
Le 1er janvier 2014, il lance sa chaîne Youtube principale où il vulgarise chaque semaine un sujet, souvent peu connu du grand public et intriguant, dans une vidéo de quelques minutes. Cette suite de vidéos prend le titre de « Things You Might Not Know » (« Choses que vous ne connaissez probablement pas ») par la suite.
Le 29 août 2014, il cofonde Emojli avec Matt Gray, un réseau social parodique composé uniquement d'émojis et basé sur l'application Yo (en),. Le site ferme finalement ses portes le 30 juillet 2015, en raison des coûts trop importants nécessaires à son maintien, et Tom Scott crée en septembre de la même année un clavier d'émojis pleine grandeur à partir de quatorze claviers standard, permettant de taper chaque émoji unicode à partir d'une touche correspondante. 
Parmi les autres applications et sites web créés par Tom Scott, sont notables : Evil, une application web qui affichait partiellement les numéros de téléphone de certains utilisateurs de Facebook, ; Tweleted, un site qui montrait certains tweets supprimés de Twitter ; What's Osama bin Watchin?, un site qui mélangeait une image d'Oussama ben Laden avec des mèmes Internet ; Parliament WikiEdits, un robot Twitter qui tweetait à chaque fois qu'une adresse IP du Parlement du Royaume-Uni modifiait Wikipédia, et enfin Klouchebag, une parodie de Klout, un site classant l'influence sociale en ligne de ses utilisateurs,. 
Le 1er janvier 2024, Tom Scott annonce qu'il met sa chaîne YouTube principale en pause après dix ans de vidéos hebdomadaires déclarant : « Ce n'est probablement pas un adieu pour toujours, mais cette chaîne va s'arrêter. Du moins, pour un certain temps. » Cependant, ses autres projets continuent,.

### Candidature aux élections générales britanniques de 2010
En 2010, après avoir perdu un pari, Tom Scott se présente aux élections générales britanniques dans les circonscriptions de Londres et Westminster en tant que candidat parodique, sous le nom de Mad Cap'n Tom. Par coïncidence, il est opposé au candidat du Parti Pirate (en) Jack Nunn, et promet, dans le cadre de sa campagne, de supprimer les taxes sur le rhum, de demander aux écoles de dispenser des cours sur l'escrime et l'artillerie, de distribuer gratuitement des rouleaux de ruban adhésif pour « réparer la Grande-Bretagne cassée » et d'imposer une taxe de 50 % sur les téléchargements des musiques de Cheryl Cole, en raison de son aversion pour la chanteuse. Il obtient finalement 84 voix, soit 0,2 % des votes, dont celui de Noel Gallagher, le guitariste principal du groupe de rock alternatif Oasis.